# Jan Mukařovský
Jan Mukařovský (11 de noviembre de 1891 - 8 de febrero de 1975) fue un crítico literario y teórico checo.
Fue profesor de la Universidad Carolina de Praga. Es reconocido por su asociación con el estructuralismo temprano y con el círculo lingüístico de Praga. Influido por las ideas del formalismo ruso y por la noción de signo del lingüista Ferdinand Saussure, marcó una profunda senda en la teoría literaria estructuralista, comparable con la de Roman Jakobson.

## Obras
- Dějiny české literatury (1959 – 1961), editor, 3 vol.
- Studien zur strukturalistischen Ästhetik und Poetik (1974)
- On Poetic Language (1976), trd. de John Burbank y Peter Steiner.
- The Word and Verbal Art: Selected Essays (1977), trad. de John Burbank y Peter Steiner.
- Kapitel aus der Ästhetik (1978)
- Structure Sign and Function: Selected Essays (1978), trad. de John Burbank y Peter Steiner.
- Aesthetic Function, Norm and Value as Social Facts (1970), trad. de Mark E. Suino.

### En español
- MUKAROVSKY, J., "La denominación poética y la función estética de la lengua", en «Escritos de Estética y Semiótica del Arte» (1975), editorial Jordi Llovet, Barcelona, 1977, pp. 35-43.
- «El estructuralismo en la estética y en la ciencia literaria», en Arte y Semiología, ed. de S. Martín Fiz, Madrid, 1971, pp. 31-73
- «Función, norma y valor estético como hechos sociales», en Escritos de Estética y Semiótica del Arte, pp. 44-121.
- Mukarovsky, Jan, Signo, función y valor: estética y semiótica del arte de Jan Mukarovsky, ed. introd. y trad. J. Jandová y E. Volek, Plaza y Janes-Universidad Nacional de Colombia, Colombia, 2000.